# 반얏 반타탄
반얏 반타탄(태국어: บัญญัติ บรรทัดฐาน, 1942년 5월 15일 ~ )은 태국의 외교관 겸 정치인이다.

## 이력

### 유년 시절
태국 수랏타니 주 칸차나딧 구에서 출생하였으며 지난날 한때 태국 아유타야 주 아유타야에서 잠시 유아기를 보낸 적이 있는 그는 1947년 그의 나이 5세 때 직계 일가족과 함께 태국 수랏타니 주 수랏타니에 이주하였고 이듬해 1948년 6세 때 다시 직계 일가족과 함께 태국의 수도인 방콕에 이주하여 방콕에서 성장했다.

### 학력
- 태국 탐마삿 대학교 법학과 학사
- 태국 탐마삿 대학교 대학원 법학과 법학석사

### 청년 시절 이후
1965년, 23세 때 태국 관료 직위에 입문하였고 이후 외교국방법무행정관 직위 등을 지낸 그는 훗날 1992년에서 1995년까지 3년간 태국 부총리를, 2000년 잠시 7개월간 태국 부총리를 지내는 등 두 차례간 태국 부총리를 지냈으며 이후 민주당 총재를 거쳐 민주당 수석대표최고위원 직위를 역임하였다.